# Gabriel Cusson
Gabriel Cusson est un compositeur et pédagogue québécois né le 2 avril 1903 à Roxton Pond et mort le 18 avril 1972 à Montréal. Ses compositions étaient fortement influencées par le style des compositeurs français du début du XXe siècle. La majeure partie de son œuvre demeure inédite, mais certaines de ses pièces ont été enregistrées, notamment sa Sérénade pour orchestre et une de ses suites, par l'Orchestre Métropolitain. Plusieurs de ses arrangements de chansons folkloriques ont été publiées dans La Bonne Chanson, notamment Marie Calumet. Parmi ses œuvres inédites figurent plusieurs motets, la cantate À la gloire de Jeanne Mance (1942), la musique de scène pour Antigone et les drames bibliques Jonathas et Tobie.

## Biographie
Gabriel Cusson a été formé à l'Institut Nazareth, conservatoire de musique de Montréal qui décernait ses diplômes par l'intermédiaire de l'Université de Montréal. Il y a étudié le violoncelle avec Gustave Labelle, le chant avec Alfred Lamoureux, le piano et l'orgue avec Arthur Letondal et la théorie avec Achille Fortier et Romain Pelletier. Il obtient son baccalauréat en musique en 1924, année où il remporte de surcroît le Prix d'Europe au violoncelle, distinction qui lui ouvre les portes de l'École normale de musique de Paris où, de 1924 à 1930, il sera l'élève entre autres de Diran Alexanian (violoncelle), Nadia Boulanger (composition) et Charles Panzéra (voix).
En 1931, Gabriel Cusson revient à Montréal, où il mène une vie active de compositeur et d'enseignant à l'institut Nazareth et au Conservatoire de Montréal. Comme enseignant, il devient d'abord professeur privé en contrepoint, comptant parmi ses élèves Jean Papineau-Couture dans les années 1930. En 1943, il se joint à la faculté de musique du nouveau Conservatoire de musique de Montréal, à l'invitation de Wilfrid Pelletier. Il y enseignera jusqu'en 1971, notamment à Gaston Arel, Raymond Daveluy, Kenneth Gilbert, Bernard Lagacé, Aline Letendre, Lucienne L'Heureux-Arel et Michel Perrault. Une salle de concert du conservatoire a été baptisée en son honneur. Il a également été président de l'Académie de musique du Québec en 1952-1953 puis de 1956 à 1959.
Gabriel Cusson a signé des ouvrages sur la pédagogie de la musique, dont « Quelques souvenirs des années 30 et sur un sujet bien actuel » (Vie musicale, décembre 1970). Il a aussi signé quatre volumes sur la formation auditive (méthode et exercices) qui n'ont pas été publiés. Les manuscrits de ces ouvrages et de plusieurs de ses partitions inédites sont conservés par la Bibliothèque et Archives nationales du Québec.